# Коста-Перчево
Коста-Перчево (болг. Коста Перчево) — село в Болгарии. Находится в Видинской области, входит в общину Кула. Население составляет 103 человека.

## Политическая ситуация
Коста-Перчево подчиняется непосредственно общине и не имеет своего кмета.
Кмет (мэр) общины Кула — Марко Петров Петров (Болгарская социалистическая партия (БСП)) по результатам выборов в правление общины.